# Orasemorpha tridentata
Orasemorpha tridentata (лат.) — вид паразитических наездников рода Orasemorpha из семейства Eucharitidae. Паразитоиды личинок и куколок муравьёв.

## Распространение
Австралия.

## Описание
Мелкие хальцидоидные наездники (1,7—2,4 мм). Усики 12-члениковые. Голова, мезосома и брюшко чёрные с зеленоватым металлическим отблеском; усики коричневые; жвалы тёмно-коричневые. Ноги желтовато-коричневые. Брюшко гладкое. Членики жгутика усиков цилиндрические. Лицо сильно скульптировано. Основание петиоля сужено и лишено переднего дорсального киля. Петиоль самки поперечный, не более ширины и длины (отчего брюшко выглядит почти сидячим). Транскутальное сочленение (между мезоскутумом и аксиллой) полное с отчётливым поперечным швом. Паразитоиды личинок и куколок муравьёв Pheidole (Myrmicinae).